# Nepal Police Club
Nepal Police Club – klub piłkarski z Nepalu. Swoją siedzibę ma w stolicy kraju Katmandu. Gra na stadionie NPC Stadium. 

## Historia
Klub został założony w 1952 jako Mahendra Police Club na cześć króla Nepalu, Mahendry Bir Bikram Shah Dev. Obecnie drużyna odnosi swoje największe sukcesy. Klub zdobył mistrzostwo Nepalu w sezonie 2006/2007 i 2010.

## Sukcesy
- Mistrzostwo Nepalu (2 razy): 2006/2007, 2010
- Puchar Ligi Nepalu (2 razy): 1998, 1999
- Tarcza Króla Tribhuvana (4 razy): 1978, 1979, 1981, 1983
- Złoty Puchar Aaha (3 razy): 2002, 2008, 2009
- Złoty Puchar Buddy Subba (3 razy): 2000, 2001, 2003
- Złoty Puchar Khukuri (1 raz): 2004
- Złoty Puchar Króla Mahendry (1 raz): 2004

## Obecny skład
| Nr | Poz. | Piłkarz           |
| -- | ---- | ----------------- |
| 1  | BR   | Ritesh Thapa      |
| 2  | OB   | Tika Karki        |
| 3  | OB   | Rakesh Shrestha   |
| 4  | OB   | Suraj B.K.        |
| 5  | OB   | Dipendra Paudel   |
| 6  | OB   | Rabin Shrestha    |
| 7  | PO   | Parbat Pandey     |
| 8  | PO   | Dipendra Shrestha |
| 9  | PO   | Roshan Karki      |
| 10 | NA   | Bharat Khawas     |
| 11 | NA   | Ju Manu Rai       |
| 12 | NA   | Pradip Baniya     |

| Nr | Poz. | Piłkarz              |
| -- | ---- | -------------------- |
| 14 | PO   | Yogesh Shrestha      |
| 15 | PO   | Ananta Raj Thapa     |
| 16 | PO   | Dipak Paudel         |
| 17 | PO   | Bhola Nath Silwal    |
| 18 | NA   | Pankaj Shahi         |
| 19 | OB   | Jitendra Simha Bista |
| 20 | OB   | Suman Subedi         |
| 21 | NA   | Yogesh Gurung        |
| 29 | BR   | Sushil Shrestha      |